# Ajn al-Ghazala
Ajn al-Ghazala (Ain el Gazala, Gazala, arab. عين الغزالة) – miejscowość w północno-wschodniej Libii, położona nad brzegiem Morza Śródziemnego, ok. 60 km na zachód od Tobruku.
Pod koniec lat 30. XX wieku (u schyłku włoskiej epoki kolonialnej) w wiosce mieścił się obóz koncentracyjny, do którego wtrącano działaczy ruchu religijnego i narodowowyzwoleńczego Sanusijja.
Gazala jest dziś prawdopodobnie najbardziej znana z bitwy stoczonej podczas II wojny światowej, która miała miejsce w tej okolicy od maja do czerwca 1942 r. pomiędzy siłami Osi (dowodzonymi przez gen. Erwina Rommla) i siłami alianckimi (pod dowództwem gen. Neila Ritchiego). Bitwa zakończyła się zwycięstwem wojsk niemiecko-włoskich, a następnie upadkiem Tobruku 21 czerwca 1942 r.